# Michele Pesenti
Pour les articles homonymes, voir Vicentino.
Michele Pesenti, également connu sous le nom de Michele Vicentino, né vers 1470 à Vérone et décédé en mai 1528 dans cette même ville, est un compositeur italien, également prêtre, chanteur et luthier, de la Renaissance, actif en Italie du Nord et à Rome. Il est, avec Bartolomeo Tromboncino, Marchetto Cara et Filippo de Lurano, un des frottolistes les plus importants.

## Biographie
Le nom de Michele Vicentino, d'abord considéré comme désignant compositeur distinct de Michele Pesenti, a depuis été réattribué à ce dernier.